# Сурсак
Сурса́к (фр. Soursac, окс. Sorçac) — коммуна во Франции, находится в регионе Лимузен. Департамент — Коррез. Входит в состав кантона Лапло. Округ коммуны — Тюль.
Код INSEE коммуны — 19264.
Коммуна расположена приблизительно в 400 км к югу от Парижа, в 100 км юго-восточнее Лиможа, в 34 км к востоку от Тюля.

## История
Во время Великой французской революции название коммуны было изменено на Сурсак-Мутье (фр. Soursac-Moustier).

## Население
Население коммуны на 2008 год составляло 488 человек.
| 1962 | 1968 | 1975 | 1982 | 1990 | 1999 | 2008 |
| ---- | ---- | ---- | ---- | ---- | ---- | ---- |
| 1009 | 968  | 871  | 696  | 569  | 505  | 488  |

## Администрация
| Период | Период | Фамилия      | Партия | Примечания |
| ------ | ------ | ------------ | ------ | ---------- |
| 2001   | 2008   | Жозет Гу     |        |            |
| 2008   |        | Ален Шалимон |        |            |

## Экономика
В 2007 году среди 283 человек в трудоспособном возрасте (15-64 лет) 195 были экономически активными, 88 — неактивными (показатель активности — 68,9 %, в 1999 году было 69,8 %). Из 195 активных работали 170 человек (99 мужчин и 71 женщина), безработных было 25 (7 мужчин и 18 женщин). Среди 88 неактивных 25 человек были учениками или студентами, 42 — пенсионерами, 21 были неактивными по другим причинам.

## Достопримечательности
- Виадук Роше-Нуар[фр.] (1911 год). Памятник истории с 2000 года[3]

## Фотогалерея

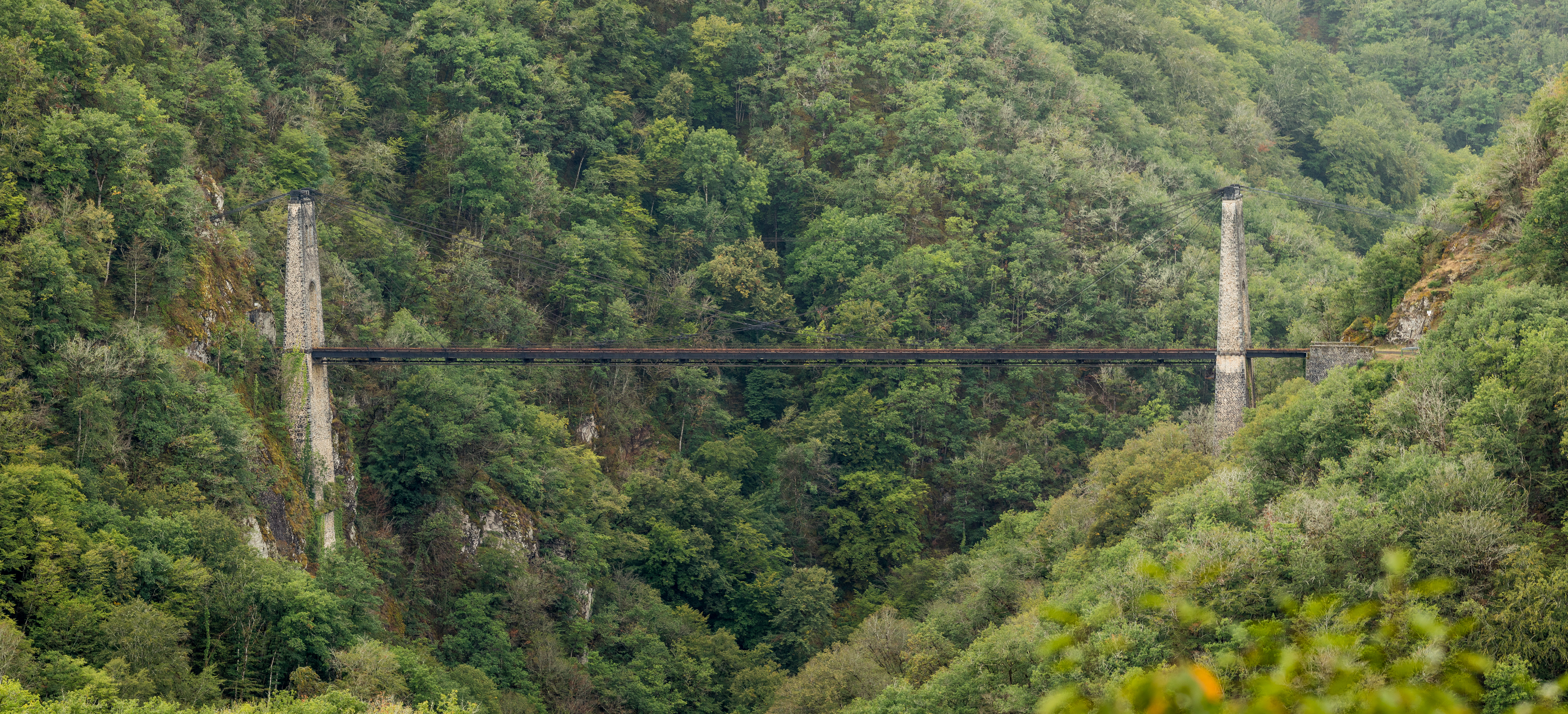
Виадук Роше-Нуар
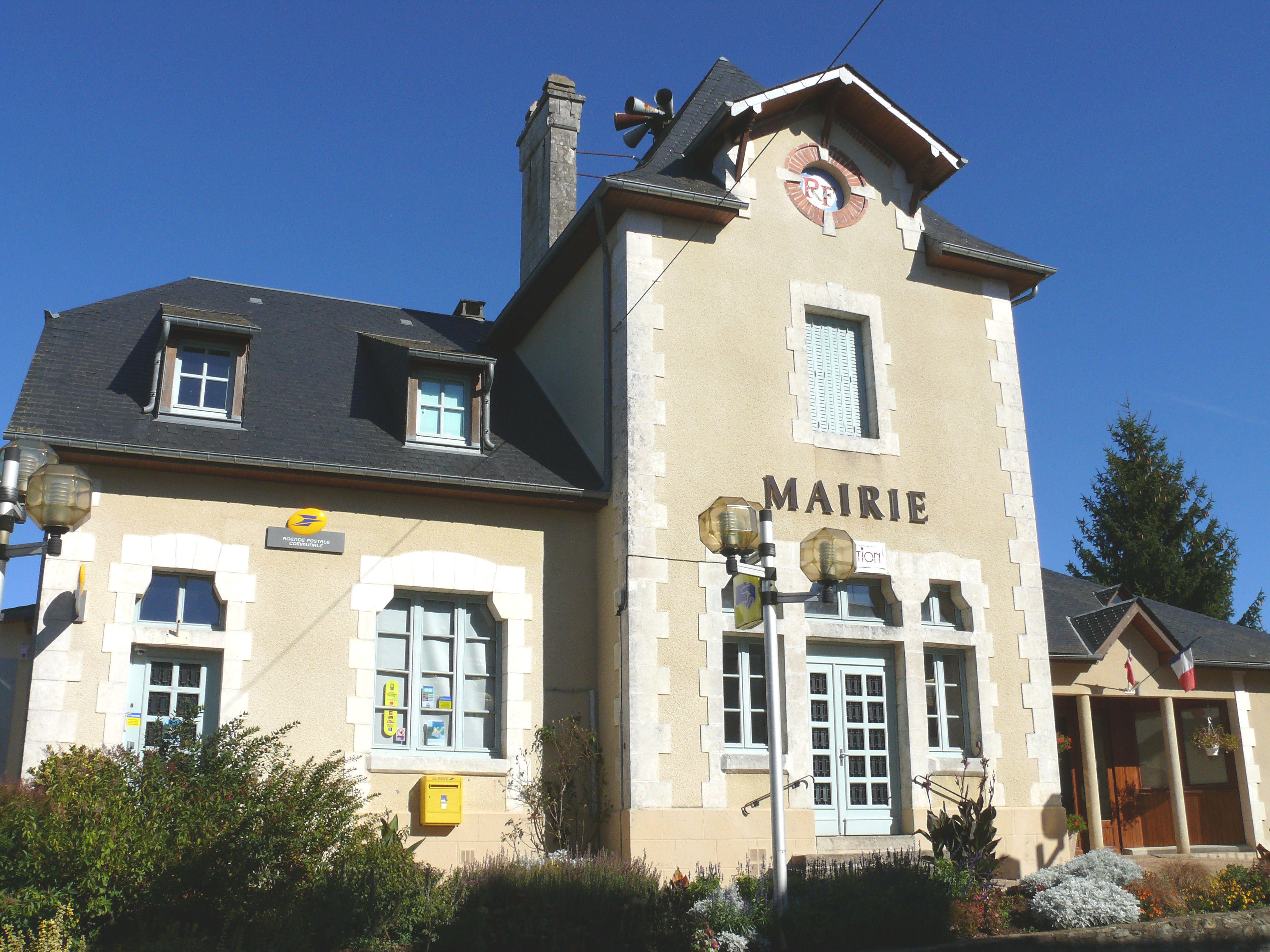
Мэрия
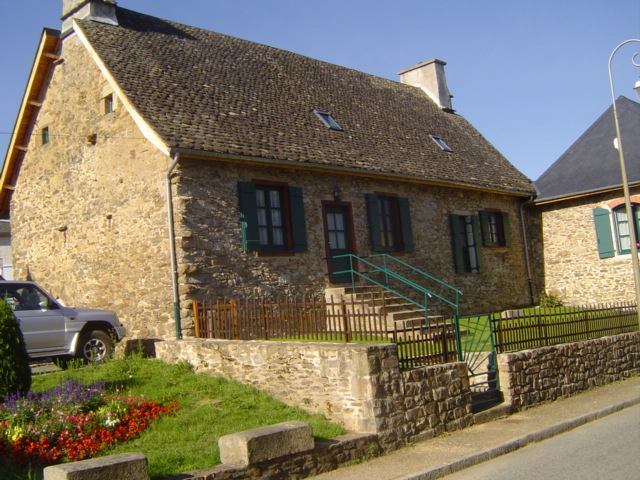
Дом XVII века
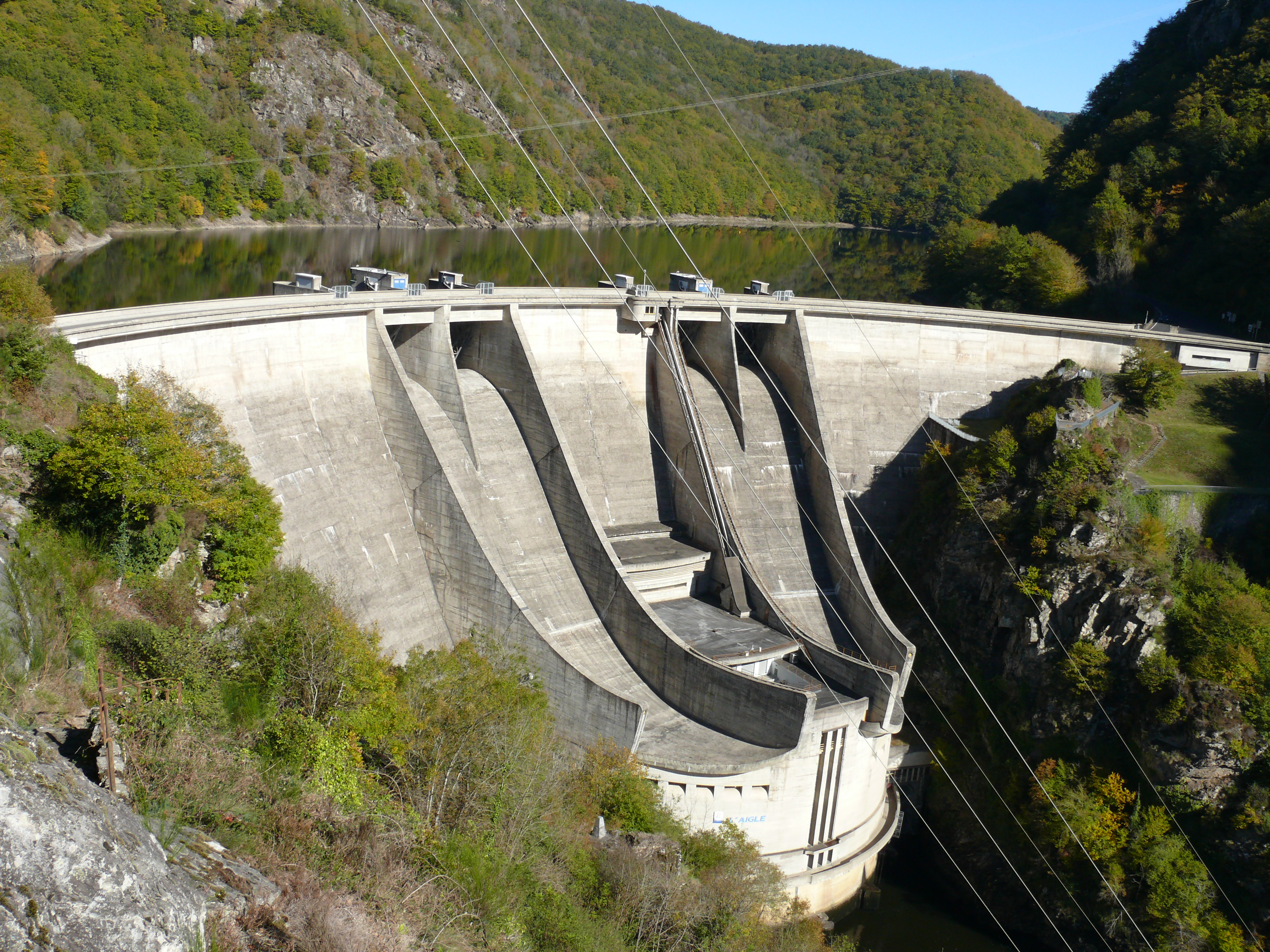
Плотина на реке Дордонь